# Călin (gen de plante)
Călinul (Viburnum) este un gen de plante din familia Adoxaceae, cu fructe de culoare roșie grupate sub formă de ciorchini asemănător socului. Din fructele lui se extrage un medicament care scade tensiunea sanguină.

## Descriere
Călinul se găsește sub formă de arbust stufos (ca și alunul) și poate ajunge la o înălțime de aproximativ 4 metri. Înflorește în lunile mai-iunie. Specimenele tinere au o scoarță verde-cenușie cu textura netedă. La maturitate, tulpina plantei are culoarea cenușie iar textura se transformă în una poroasă cu crăpături.
Frunzele au forma ovală, au între 3 și 5 lobi dințați și între 2 și 5 glande roșietice vizibile.
Toamna, planta face fructe roșii, iar frunzele își schimbă culoarea în roșu. Florile sunt de culoarea verde deschis având diametrul de 5–7 cm.

## Localizare și întrebuințări
Crește în special în pădurile de la câmpie dar poate fi găsit și în regiunile deluroase ajungând chiar și în zonele de munte.
Recoltarea se face primăvara, înainte de a înflori, când seva începe să circule mai intens. Coaja de călin se usucă în straturi subțiri în aer liber sau în uscătorii la temperatura de 40-45°C. Din 3 kg de coajă proaspătă se obține 1 kg de produs uscat. Coaja de călin se folosește în industria de medicamente la prepararea unor extracte cu acțiune calmantă și homeostatică.